# Remington 783
Remington 783 är ett civilt jaktgevär tillverkat av Remington, riktat instegsmarknaden. Geväret lanserades 2013 och har ett tydligt arv från Remington 788 men har flera designdrag från modernare gevär. Remington 783 är en helt ny design och har mycket lite gemensamt med Remington 700.

## Design
Geväret har en helt ny avtryckare av Crossfire modell, med en extra säkring för avtryckarfingret. Avtryckarvikten är justerbar mellan 1 100 och 2 200 gram. Den svarta syntetstocken har en hög andel nylon för ökad hållfasthet och är mycket stabil. För att reducera rekylen är bakkappan tillverkad i ett absorberande gummimaterial. Pipan är friflytande och pelarbäddad för att uppnå maximal precision. Den lilla utkastningsporten gör lådan mycket stabil i sin konstruktion.
Det löstagbara magasinet rymmer 3–5 patroner beroende på kaliber. Pipans längd är mellan 51 och 61 cm. Lådan tillverkas i två längder, en lång och en kort. Pipans räffling är på mellan 1:9 till 1:14.
Slutstycket har två stycken låsande klackar och kan dessutom tas ut ur geväret utan att man först måste avsäkra vapnet. Under 2017 började Remington att erbjuda ett alternativ med valnötsstock istället för syntetstocken. 

## Kalibrar
Remington 783 finns i följande kalibrar:
| Caliber                |
| ---------------------- |
| .270 Winchester        |
| .22-250 Remington      |
| .223 Remington         |
| .243 Winchester        |
| .308 Winchester        |
| .30-06 Springfield     |
| 7mm Remington Magnum   |
| .300 Winchester Magnum |

## Omdömen
Remington 783 har fått mestadels goda omdömen och anses vara ett bra instegsgevär.  Med handladdad ammunition har geväret visat sig vara kapabelt att skjuta träffbilder på 100 meter som är mindre än 0,5 minutvinklar (12 mm) Syntetstocken har fått kritik för de inbyggda bygelfästena som är i plast och ej är utbytbara, det finns dock ett förborrat hål i förstocken som kan användas för att montera ett bygelfäste.